# 元洲仔自然環境保護研究中心

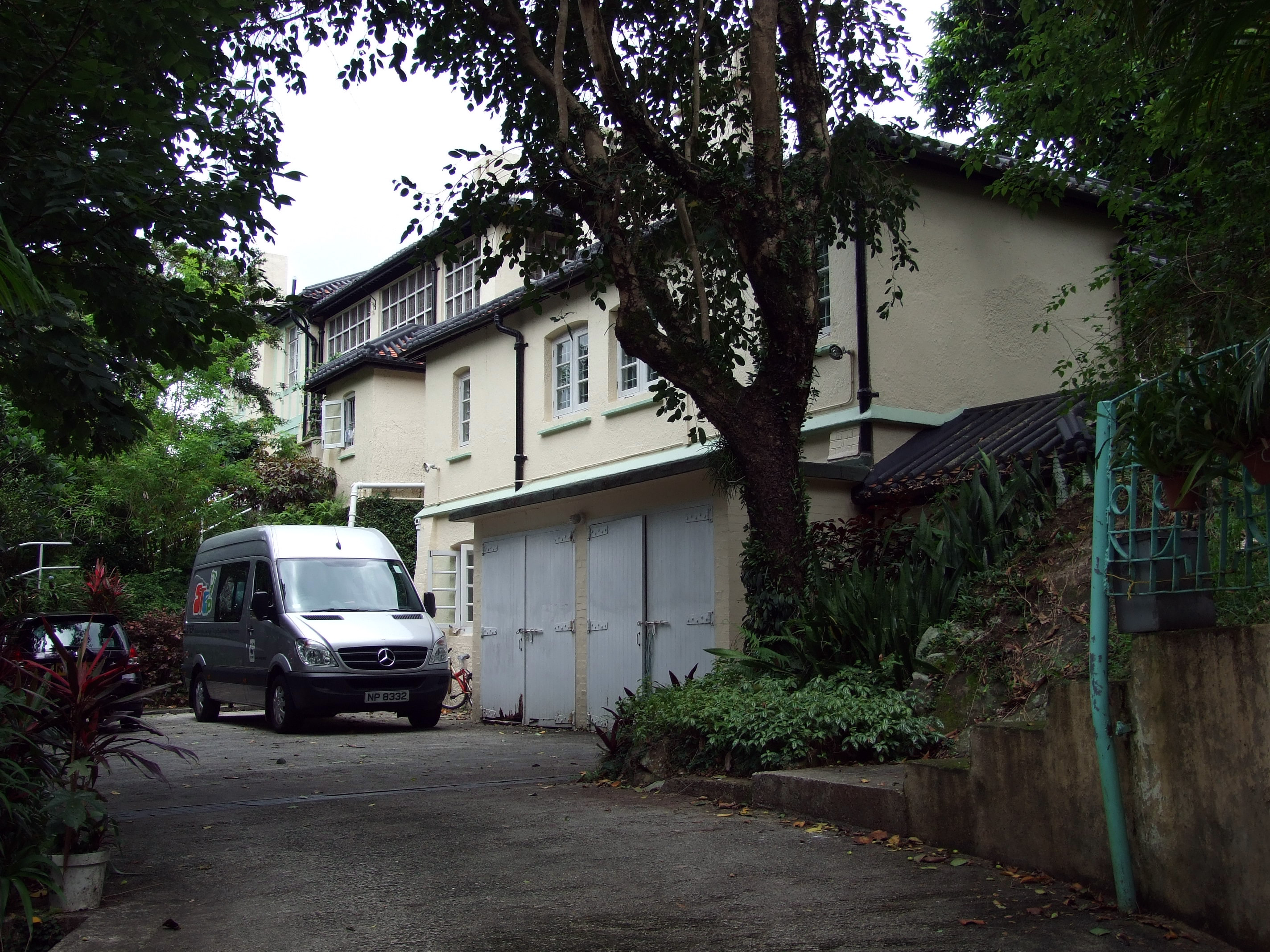
元洲仔自然環境保護研究中心

元洲仔自然環境保護研究中心，位於香港新界大埔元洲仔，原來為政務司官邸，於1986年獲得授予管理權力，發展成為自然環境保護研究中心。

## 相關參見
- 賽馬會匯豐世界自然(香港)基金會海下灣海洋生物中心
- 斯科特野外研習中心
- 米埔沼澤野生生物教育中心